# Böjttúra
A böjttúra a böjt és a hosszabb túrák kombinációja. A böjt alatti túrázás előnye, hogy a szabadban végzett mozgás segíti az anyagcserét és fokozza a böjt jótékony hatásait. A friss levegőn végzett hosszabb séta vagy más testmozgás megszünteti a rossz lelkiállapotot és a lehangoltságot. A sétálás egész testünket megmozgatja. Séta közben súlypontunk a derékra helyeződik és szinte érezzük, ahogy minden lényeges izmunk munkát végez. Semmilyen más mozgás nem képes az izmok ennyire harmonikus összhangját megteremteni és ilyen tökéletes vérkeringést előidézni. A böjt a mozgással optimalizálja a szervezet oxigénellátását és ellenállóbbá tesz a fertőzésekkel szemben. Egyik ismert korai képviselője, aki böjtölése alatt nagy gyalogtávokat tett meg, Mahátma Gandhi volt.

## A svéd böjttúrák

### Első böjttúra
1954-ben tizenegy svéd vegetáriánus tíz nap alatt egy 500 km-es gyalogtúrát tett meg Göteborgtól Stockholmig, minden élelem nélkül, csak vizet fogyasztva.
A túra megfigyelésére és az élettani folyamatok tanulmányozására vezető orvosok, fiziológusok és sportorvosok kaptak meghívást. Részvételükkel lehetővé vált volna a böjtölésről alkotott tudás és a böjt iránti érdeklődés kiszélesítése. Svédországban azelőtt a böjt mint gyógymód szinte teljesen ismeretlen volt. A kérdést az orvostudomány részéről azonban teljes érdektelenség övezte; a svéd orvostársadalom hetilapjában még a böjttúrára vonatkozó hirdetés megjelentetését is visszautasították.
A szakma az első böjttúra kezdete előtt azon a véleményen volt, hogy a tizenegy résztvevő közül előreláthatólag egy sem fogja a célt elérni, a résztvevők gyorsan ki fognak merülni, ingerlékenyek lesznek, rosszkedvűek és ellenségesek, mint ahogy ez az éhségövezetekből ismert. Mindezeken kívül azt feltételezték, hogy a böjtölőkön a kalória- és fehérjehiány következtében éhezési ödémák, és a vitaminhiányból adódó betegségek, kimerültség, továbbá súlyos szívproblémák stb. fognak fellépni. A táplálkozás-élettan szaktekintélyei nem kételkedtek abban, hogy a vállalkozás alapvetően kudarcra van ítélve.
Az eredmény azonban nem ez lett: a tizenegy résztvevő feltűnően jó fizikai és lelki állapotban érte el a célt. Mindössze két résztvevőnek kellett a távot néhány kilométerrel lerövidítenie, azt sem rossz fizikai állapotuk, hanem térd- és lábpanaszaik miatt. Senkin sem voltak olyan károsodások megfigyelhetők – a lábpanaszoktól eltekintve – amelyek az utólag, rendkívül pontosan elvégzett laboratóriumi és klinikai vizsgálatokkal megállapíthatók lettek volna.
A tény eljutott a köztudatba és a tudományos körökbe, hogy az ember bizonyos körülmények között még a legnagyobb fizikai igénybevétel mellett is képes legalább tíz napon át mindennemű élelmiszer-felvétel nélkül nemcsak vegetálni, hanem minden károsodás nélkül hosszabb utakat is megtenni.

### Második böjttúra
Az első böjttúra biztató eredménye arra ösztönözte a túra kezdeményezőjét és vezetőjét, a stockholmi dr. Lennart Edrén fogorvost, hogy az esemény tizedik évfordulójára egy új böjttúrát szervezzen. Erre 1964 augusztusában került sor.
A második alkalommal a résztvevők csoportja 19 túrázóból állt, akik nem voltak sem sportolók, sem hosszútáv-gyaloglók, hanem átlagos, szellemi foglalkozású emberek. Őket - filmezve - kerékpáron kísérte a huszadik böjtölő. A böjttúrát figyelemmel kísérték még a Karolinska Intézet orvosi egyetemi kutatócsoportja, valamint a stockholmi Gimnasztikai Központi Intézet munkatársai is. A gyaloglókat egy autóbuszban kialakított laboratórium kísérte, amelyben útközben folyamatosan vér- és anyagcsere-vizsgálatokat végeztek. Az 1954-es kizárólagos vízfogyasztás helyett most a "diéta" napi 2,7 liter folyadékból állt, amelyből 0,4 litert gyümölcs- és zöldséglé alkotott, továbbá kevés mész (egy teáskanál Metz aktív mész) és pollen (virágportabletták). A résztvevők semmilyen szilárd élelmiszert nem fogyasztottak.
Általános felfogás szerint egy felnőtt embernek legalább napi 4 000 kilokalóriára van szüksége, azaz az 500 km-es gyalogút megtételéhez összesen 40 000 kcal-ra. Ezzel szemben a résztvevőknek elég volt napi 200 kcal.
Az útvonal megegyezett a 10 évvel korábbival, 500 km 10 nap alatt, átlagosan 50 km naponta.
A célba érve senkinek nem voltak észrevehető fájdalmai vagy károsodásai, kivéve a lábpanaszokat és a vízhólyagokat. A 19 sovány, de boldog böjttúrázó szemmel látható ruganyossága, vidám és természetes fellépése, valamint az alapos orvosi vizsgálatok bizonyították, hogy az út végén valamennyien a legjobb egészségnek örvendtek. A böjtöt és a túrát valamennyi résztvevő jól viselte. Az átlagos súlyvesztés a 10 nap alatt 7 kg volt. A legmeglepőbb a vércukorszint kezdeti süllyedése 85 mg/100ml-ről kb. 70 mg/100ml-re, amit úgy a hetedik naptól a vércukorszint 90 mg/100ml-re történt megemelkedése követett. Az értékek tehát a 10 napos léböjt végén magasabbak voltak, mint a böjt kezdetén - a nagy fizikai igénybevétel ellenére - mindössze 200 kcal (szénhidrát) fogyasztása mellett.
Az átlagos testsúlycsökkenés öt böjtölőnél a következőképp alakult: 5 kg zsír, 3 kg víz, kb. 1 kg fehérje. Egy kg fehérje meglehetősen sok, így azt kell feltételeznünk, hogy a böjttúra alatt nyilvánvalóan elhasznált fehérje-"tartalék" a kötőszövetben elraktározott, intermedier anyagcsere többé-kevésbé toxikus anyagcseretermékéből (salak) áll. (A toxikus anyagcseretermékek felhalmozódása nyilvánvalóan csak relatíve fehérjeszegény, teljes értékű táplálkozással akadályozható meg és böjttel távolítható el.) Ha azt feltételezzük, hogy a böjt alatt elhasznált fehérjék egy része a szív és az erek kötőszöveteiből származik, magyarázatot kapunk arra is, hogy ezeknek a szerveknek a működése miért javult, és a vérnyomás miért csökkent a böjt során. Ha azt a tényt is figyelembe vesszük, hogy a 10 napos böjt után a vér tejsavértéke normális maradt (12-ről 8,1 mmol/100ml-re süllyedt) az azt bizonyítja, hogy az izmokban glikogénraktárak működnek.
A túra előtt és után végzett vérvizsgálatok eredménye - például a hemoglobinszint és a fehér- és vörösvértestek száma - minden esetben normális volt. A fehérvérsejtszám a legjobb gyaloglók némelyikénél feltűnően alacsony volt (1200) ami kiváló egészségükre és jó közérzetükre nézve nem tekinthető kórosnak. Épp ellenkezőleg, a védekezőrendszer felesleges felvonulásának hiányaként értékelhető.
Annál a böjtölőnél, akinél akut reumatikus gyulladás lépett fel, az első napon 12 mm/h, az 5. napon 42 mm/h leukocita-süllyedést és 39 °C-os lázat mértek. A 11. napra azonban a böjtnek köszönhetően objektíven és szubjektíven is teljesen meggyógyult (amely láztalanságban és fájdalommentes járásban nyilvánult meg a három nappal korábbi duzzadt térdéhez és lábához képest).
A rendkívül érzékeny májfunkcióértékek - a GOT és GPT-értékek - mindenkinél teljesen normálisak voltak, azaz a máj a nagy terhelés és az egyoldalú, "autokannibalisztikus hústáplálkozás" ellenére sem szenvedett semmilyen károsodást.
Az elektrolitértékek szintén a határértékek között maradtak a valamivel alacsonyabb szérumklorid-értékektől eltekintve, amelyet sóhiányként lehetne értékelni. Sóhiánynak azonban semmilyen más jele nem volt tapasztalható.
Az úgynevezett alkálitartalékok sem mutattak semmilyen eltérést - megcáfolva a rettegett éhezési acidózist. A szérumhúgysavértékek enyhén megemelkedtek, amely az előbb említett autokannibalizmussal hozható valószínűleg összefüggésbe. A vér maradék nitrogénértékeiben rendellenesség nem volt tapasztalható, ahogyan a kreatininértékek és a vizeletüledék-értékekben sem, azaz vesekárosodásnak semmi nyoma nem volt kimutatható (ellentétben az 1954-ben tapasztaltakkal, ami viszont reverzibilis volt).
A szérumfehérje valamennyi böjtölőnél a normális értékek között mozgott, ráadásul feltűnően magas volt a vegetáriánusoknál, akiket mindig fehérjehiány-veszélyeztetetteknek gondolnak. Mindez a fehérjefelvétel teljes hiánya ellenére! Ez ismételten arra a tényre emlékeztet, hogy a nyugati világ lakossága nem fehérje-hiányban, hanem fehérje-túltápláltságban szenved.
A szérumkoleszterin minden résztvevőnél folyamatos csökkenést mutatott. Az egyik résztvevőnek 335 mg/ml volt a böjt előtti és 210 mg/ml a böjt utáni koleszterinszintje, aki a kiindulási érték alapján valószínűleg potenciális szívinfarktus-jelöltnek számított.
A vizsgálatok pontos adatai, a részletek és a kiértékelés svéd szaklapokban és az amerikai Metabolism című folyóiratban jelent meg. A British Medical Journal 1964. december 19-én megjelent számában szintén beszámolt erről a böjttúráról. A modern kutatók szemére vetették, hogy gyakran egész életüket valamilyen fehérjemolekula oldalláncának kutatásával töltik anélkül, hogy a táplálkozáskutatás, és a táplálkozás egészségünkre gyakorolt hatásának következményei iránt érdeklődnének.
A Bircher-Benner Verlag német kiadójának megjegyzése:
- Az emberiség sok ezer éves történelmében a túlélés nélkülözhetetlen része volt az üres gyomorral vándorlás képessége, addig míg valami ehetőt nem találtak. Az ember erre van berendezkedve és képes megvalósítására. Az éhezés és a böjtölés közötti különbség: az éhezési ödéma nem a táplálék hiányától keletkezik, hanem a kevés és túlfőzött táplálékoktól (lásd pl. a sós, szétfőzött levesek a koncentrációs táborokban).

### További információ
- „Böjttúrázás”, Természetgyógyász magazin. [2015. április 2-i dátummal az eredetiből archiválva] (Hozzáférés: 2015. április 1.)